# SN 2007nl
SN 2007nl – supernowa typu II odkryta 13 października 2007 roku w galaktyce A231344-0004. W momencie odkrycia miała maksymalną jasność 21,80m.